# 막로국
막로국(莫盧國)은 고대 한반도에 존재했던 국가로 마한의 54국 중의 하나이다. 《한조》에서 막로국이라는 명칭 두 번 사용되었기에 두 나라였는지 한 나라였는지가 확실하지 않다. 충청남도와 전라도 주위에 그 주위에 위치했었을 것으로 추정되며, 마한의 나라들 중 하나로서 3세기경까지 독자적인 성장을 하다가 이후 백제에 복속되었다.